# Ewald Bose

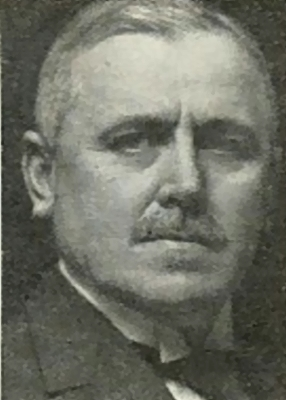
Ewald Bose

Richard Ewald Bose (* 10. Juli 1880 in Waldheim i. Sa.; † 1943) war ein deutscher Verwaltungsjurist.

## Leben
Bose war der Sohn des Bauernhofbesitzers Heinrich Bose aus Massanei bei Waldheim im Königreich Sachsen. Seine Mutter war Thekla Sidonie geborene Lange. Nach dem Besuch des Gymnasiums in Döbeln studierte Bose Rechtswissenschaften und Geschichte an den Universitäten Berlin und Leipzig. Nach erfolgreichem Referendariat wurde er 1907 zum Dr. jur. promoviert. Das Thema seiner Dissertation lautete Die Stellung des Kommanditisten zur Vertretung und Geschäftsführung der Kommanditgesellschaft. Im Anschluss war Bose bis 1910 als Gerichtsassessor im sächsischen Staatsdienst tätig. Danach wechselte er in die Kommunalverwaltung und ließ sich in Radeberg nieder, wo er nach dem Tod Otto Bauers zum Ersten Bürgermeister gewählt wurde und dieses Amt bis 1920 ausübte. Seine Berufung in das Reichsernährungsministerium nach Berlin erfolgte 1919. Dort wurde er 1920 zum Ministerialrat ernannt. Als Geheimer Regierungsrat war er Referent für Milchwirtschaft. Im Juni 1930 erfolgte seine Beförderung zum Ministerialdirigenten. In der Zeit des Nationalsozialismus stieg er im Januar 1935 zum Ministerialdirektor im Reichs- und Preußischen Ministerium für Ernährung und Landwirtschaft auf.

## Familie
Ewald Bose heiratete 1911 Friederike Louise Bose geborene Brenthel aus Döbeln. Der gemeinsamen Ehe entstammten zwei Kinder.

## Schriften (Auswahl)
- Die Stellung des Kommanditisten zur Vertretung und Geschäftsführung der Kommanditgesellschaft, 1907.
- Maßnahmen zur Förderung des Milchverbrauchs. Vortrag, gehalten auf der durch den Deutschen Städtetage veranstalteten Milchwirtschaft-Tagung in Mannheim am 23./24. April 1926. [Berlin] 1926.
- Der Reichsmilchgesetz-Entwurf. Süddeutsche Molkerei-Zeitung, Kempten im Allgäu 1930.
- (mit R. Nelson):  Die Ausführungsbestimmungen zum Milchgesetz. Süddeutsche Molkerei-Zeitung, Kempten im Allgäu 1930.
- (mit R. Nelson): Die Milchgesetzgebung des Deutschen Reiches. Das Milchgesetz vom 31. Juli 1931 sowie die Verordnungen über das Inkrafttreten und die Ausführung des Milchgesetzes. Die amtliche Begründung nebst Erlaß. Volkswirtschaftl. Verlag Kurz, Kempten 1931.